# آشپزی سیچوآن

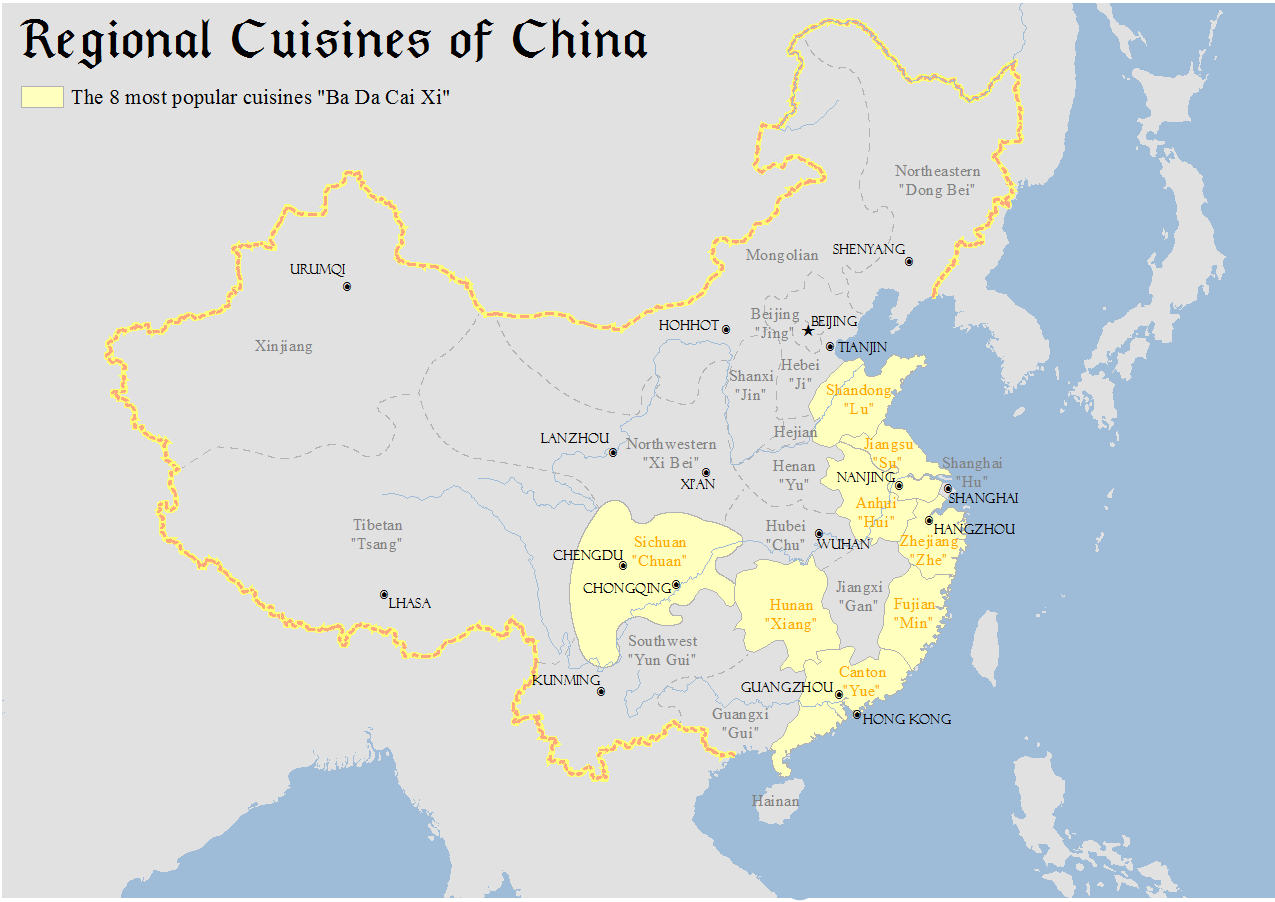
ناحیهٔ جغرافیایی آشپزی سیچوآن در چین

آشپزی سیچوآن سبکی از آشپزی چینی است که خاستگاه آن استان سیچوآن چین می‌باشد. مشخصات این سبک از آشپزی، طعم های قوی، تند و تیزیِ ناشی از استفادهٔ آزاد از سیر و فلفل‌های تند، و استفاده از طعم منحصر بفردِ فلفل سیچوآن می‌باشد. آشپزی سیچوآن در استان سیچوآن و همسایهٔ آن شهر چونگ‌کینگ، که تا سال ۱۹۹۷ بخشی از استان سیچوآن بوده‌است، دارای انواع مختلف سبک محلی است. چهار زیرمجموعهٔ آشپزی سیچوآن شامل سبک‌های آشپزیِ چونگ‌کینگ، چنگدو، زیگانگ و گیاه‌خواری بودایی می‌شود.
یونسکو شهر چنگدو، مرکز استان سیچوآن، را برای شناخت سبک آشپزیِ فاخرش، در سال ۲۰۱۱ به عنوان شهرِ غذا اعلام کرد.

## نگارخانه

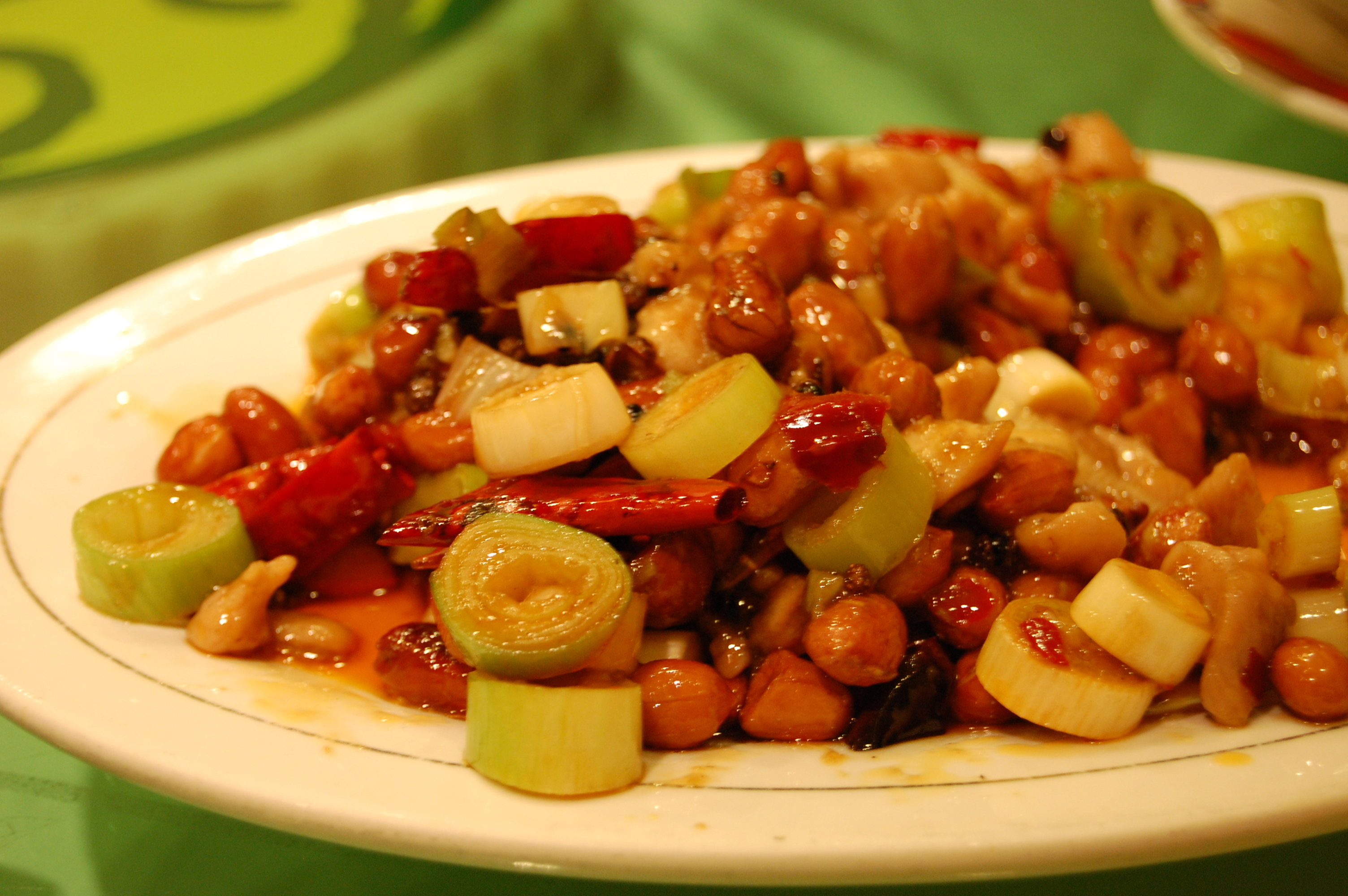
مرغ کونگ پائو.
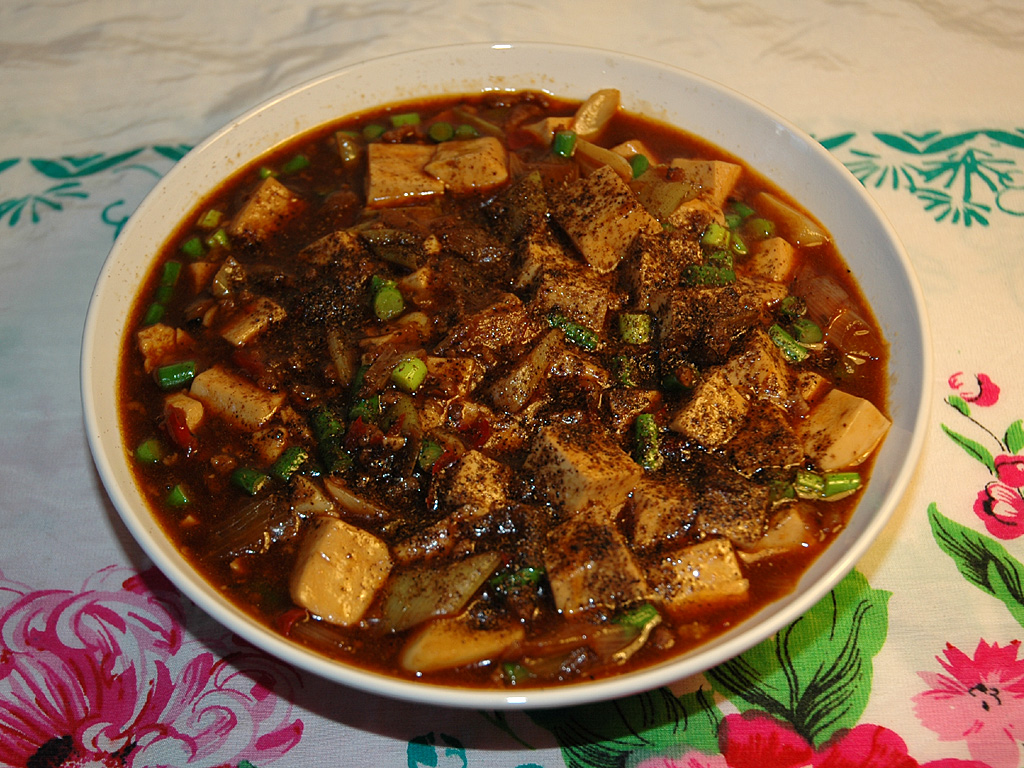
ماپو توفو.